# Canthigaster valentini
Canthigaster valentini, (sinonimia: pez globo de Valentini, pez globo de nariz estrecha, toby rayado negro) es un pequeño pez globo del género Canthigaster que se puede encontrar en todos los arrecifes de coral del océano Pacífico y del océano Índico.

## Descripción
Este pequeño animal alcanza una longitud máxima de unos 11 cm y cuenta con cuatro rayas negras (asientos) en la espalda. La cabeza es de color gris-azulado y el cuerpo principal es blanco salpicado con manchas de color gris azulado. La cola y las aletas muestran toques de amarillo y presenta un estrecho arco iris de color detrás de los ojos. Se alimenta principalmente de algas. 
Este pequeño pez es capaz, en caso de sentirse amenazado, de ingerir agua o aire hasta alcanzar casi el doble de su volumen. Esto sirve para disuadir a sus predadores, ya que con ese tamaño es prácticamente imposible de tragar.
Adicionalmente, es capaz de liberar una poderosa neurotoxina: la tetrodotoxina, que puede llegar a intoxicar a todos los peces de un acuario donde  se encuentre.
El pez globo de Valentini es terriblemente venenoso en caso de ser ingerido. 
C. valentini se encuentran ocasionalmente en los cardúmenes escuelas junto con Paraluteres prionurus, un pez no tóxico que ha evolucionado para imitar al muy tóxico C. valentini como modo de defensa contra los depredadores.

## Imágenes

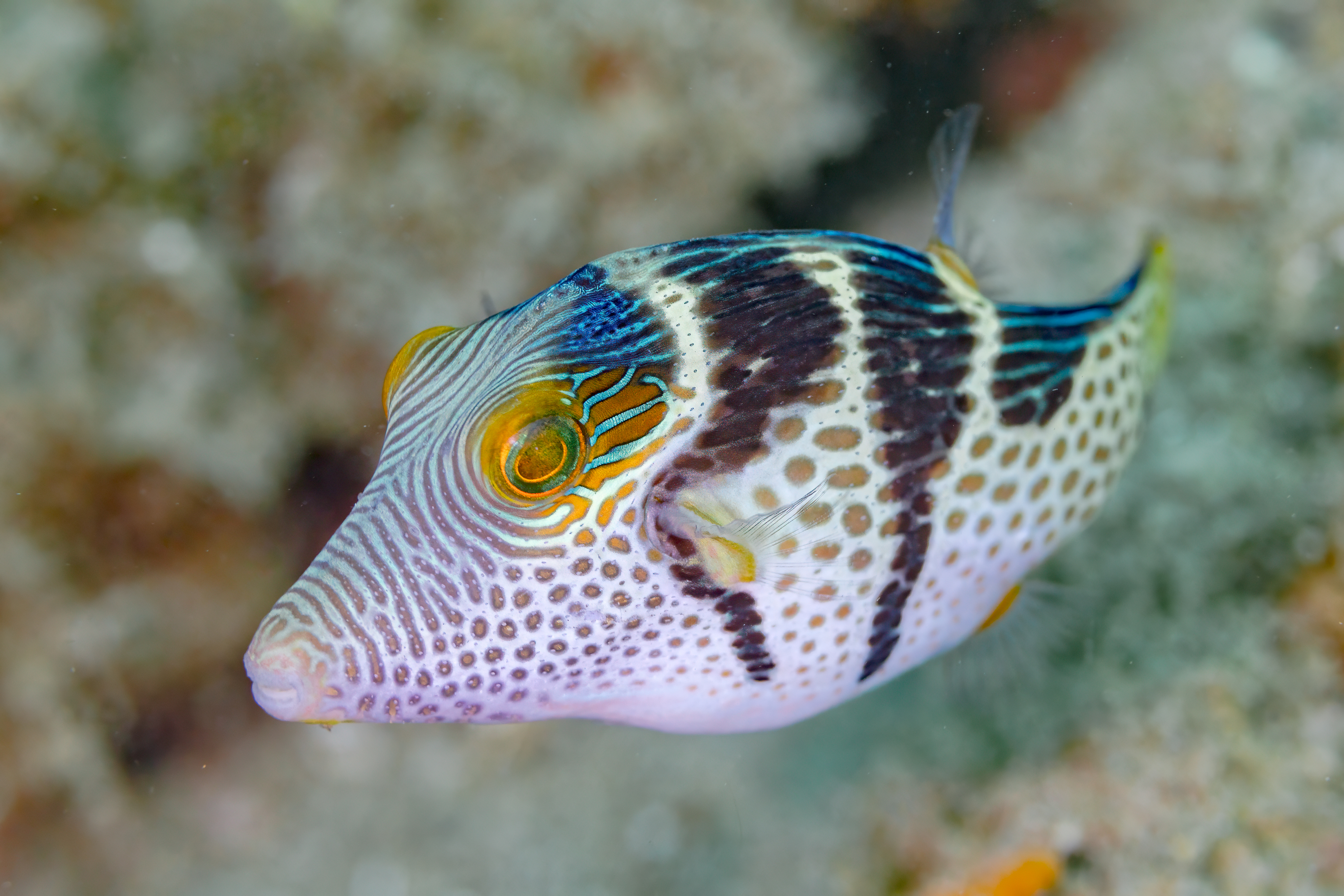
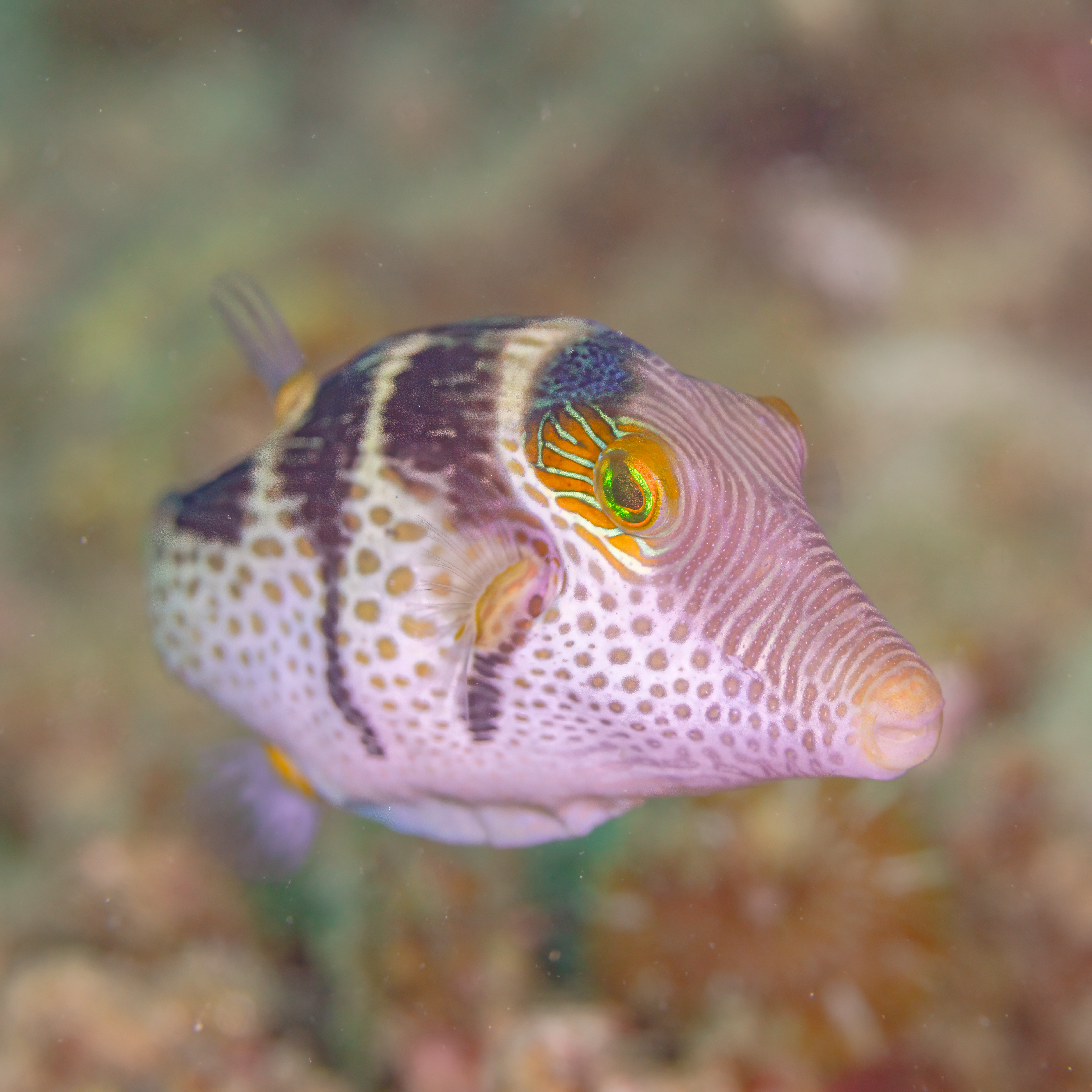
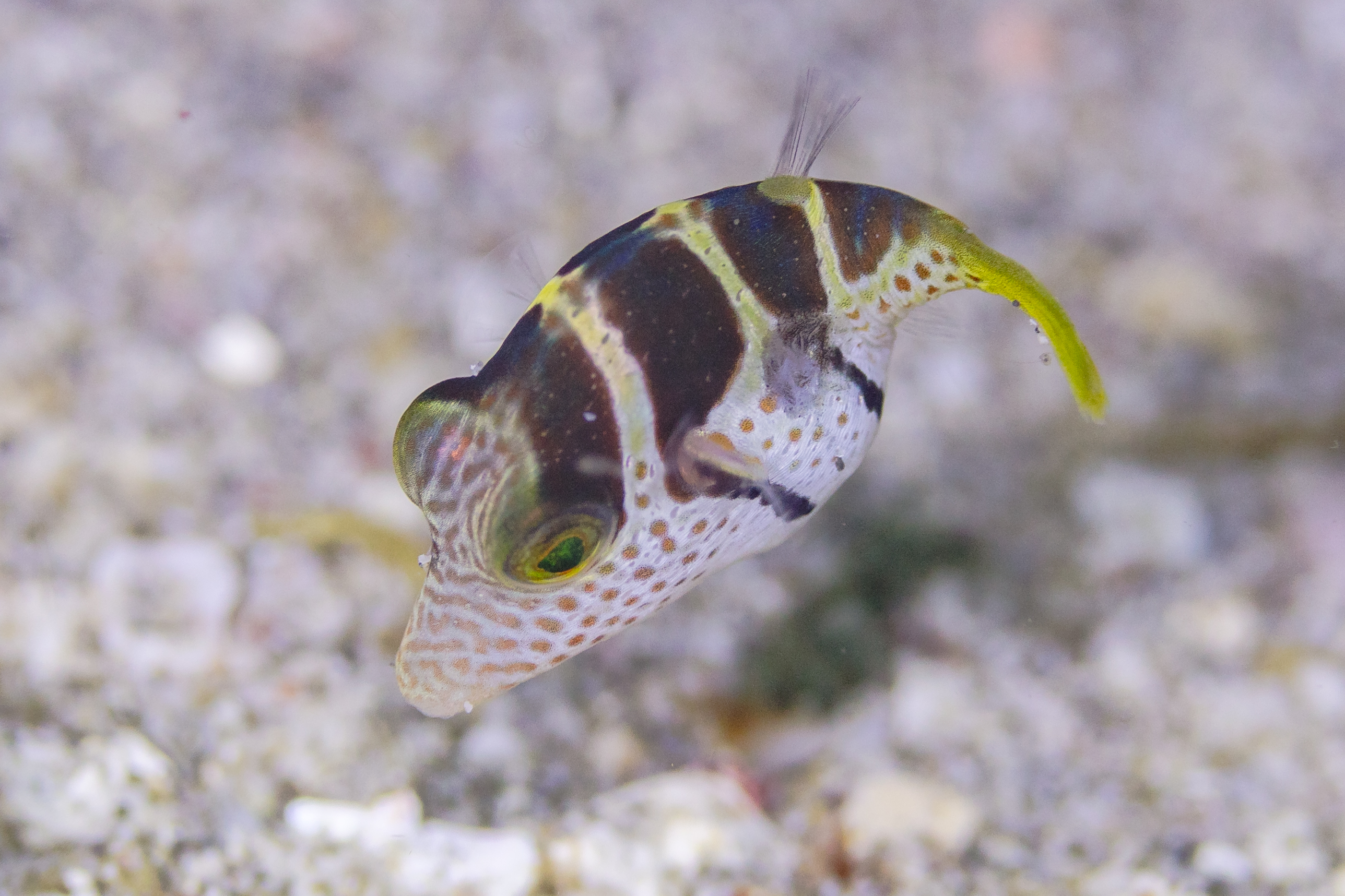

## Hábitat
Se encuentra en las aguas templadas (23-24 °C) y a pH de 7 a 8 en los arrecifes de coral del océano Pacífico y del océano Índico